# Jean Antoine Rossignol

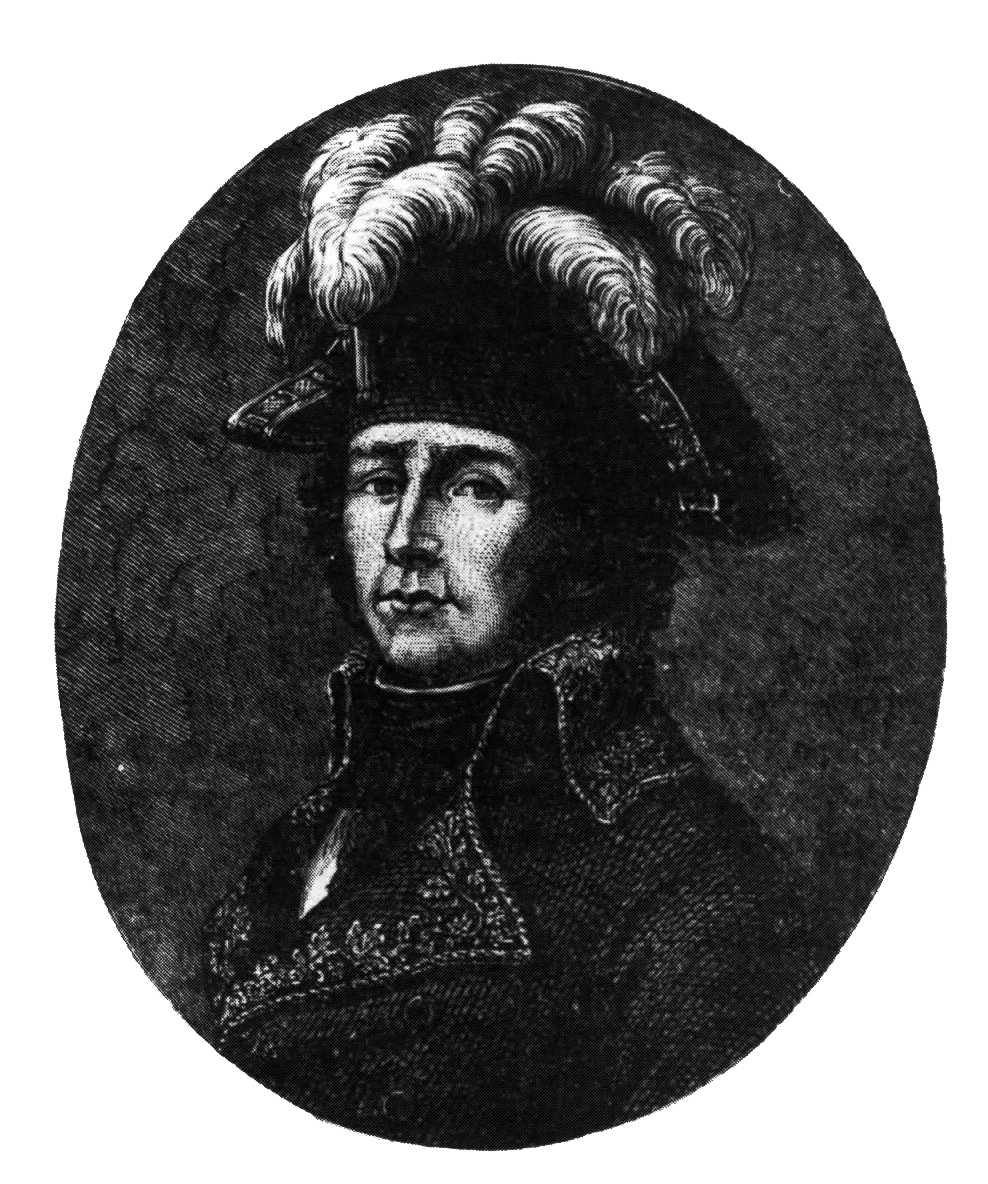
Jean Antoine Rossignol

Jean Antoine Rossignol (* 7. November 1759 in Paris; † 28. April 1802 auf der Komoreninsel Anjouan) war ein General während der Französischen Revolution. 

## Leben
Jean Antoine Rossignol wurde als jüngstes von fünf Kindern eines aus Burgund stammenden Packmeisters geboren. Er wuchs in ärmlichen Verhältnissen auf, erlernte zwischen 1771 und 1774 den Beruf des Goldschmiedes und versuchte dann als Geselle in Bordeaux, La Rochelle und Niort eine feste Anstellung zu finden. Da er in diesen Städten keine Arbeit fand, kehrte Rossignol nach einem halben Jahr Wanderschaft desillusioniert in seine Heimatstadt zurück. Er blieb in Paris arbeitslos und trat daraufhin am 13. August 1775 in die königliche Armee ein. Rossignol diente dann acht Jahre im Régiment de Royal-Roussillon in Dünkirchen, begab sich danach wieder auf Wanderschaft und bestritt seinen Lebensunterhalt als Gelegenheitsarbeiter. Im Juli 1789 kehrte er wegen der politischen Ereignisse (Ballhausschwur) nach Paris zurück.
Rossignol erlebte dort am 14. Juli 1789 den Sturm auf die Bastille, er nahm am 5./6. Oktober 1789 am Marsch der Poissarden teil und er beteiligte sich am 10. August 1792 am Sturm auf die Tuilerien. Schließlich führte der volkstümliche Mann im März 1793 als Capitaine, später im Rang eines Colonel-lieutenant, eine Armee Pariser Sansculotten gegen die aufständischen Bauern der Vendée.
Der tapfere und bei seinen Soldaten beliebte Rossignol stieg durch Protektion des Kriegsministers Bouchotte und des Generals Ronsin im Juli 1793 zum Général de division auf und geriet dann in Konflikt mit dem Oberbefehlshaber der Küstenarmee in La Rochelle, Biron, einem kriegserfahrenen General der ehemaligen königlichen Armee. Der Sansculottengeneral Rossignol initiierte deswegen die Absetzung des ehemaligen Herzogs, dieser wurde dann vor ein Revolutionstribunal gestellt, zum Tode verurteilt und am 31. Dezember 1793 hingerichtet.
Jean Antoine Rossignol bekam daraufhin den Oberbefehl der Küstenarmee übertragen. Bourdon de la Crosnière und Goupilleau de Montaigu, beide wirkten im Auftrag des Wohlfahrtsausschusses als Repräsentanten in Mission bei der Küstenarmee, setzten ihn jedoch schon am 23. August 1793 aufgrund der Disziplinlosigkeiten der Soldaten und der Intrigen der Generäle und Offiziere ab.
Rossignol verteidigte sich jedoch wenige Tage später erfolgreich vor dem Nationalkonvent in Paris und führte vom September bis zu seiner endgültigen Absetzung im Dezember 1793 erneut das Oberkommando der Küstenarmee, später der Westarmee. Der seines Postens enthobene General näherte sich Anfang 1794 den „Hébertisten“ und geriet nach dem Umsturz vom 9. Thermidor II (27. Juli 1794) in Haft, aus der er erst infolge der Generalamnestie des Direktoriums vom 26. Oktober 1795 freikam. Bald danach schloss sich Rossignol Babeufs „Verschwörung der Gleichen“ an.
Babeuf setzte den ehemaligen General als Verbindungsmann des Geheimen Direktoriums zur Armee ein. Die Verschwörung scheiterte, Babeuf und über vierzig Mitverschworene wurden am 10. Mai 1796 aufgrund des Verrats eines Polizeispitzels verhaftet. Die Verhafteten wurden am 30. August 1796 nach Vendôme verlegt, wo vom 20. Februar bis 26. Mai 1797 der Gerichtsprozess gegen die Verschwörer stattfand. Der Oberste Gerichtshof verurteilte Babeuf zum Tode, einen Teil der Verschwörer zur Deportation, der Großteil der Angeklagten, so auch Rossignol, wurde jedoch freigesprochen. Der überzeugte Freidenker schloss sich daraufhin den Theophilanthropen an und unterstützte dann den Staatsstreich des 18. Fructidor V (4. September 1797).
Das fehlgeschlagene Attentat vom 24. Dezember 1800 auf dem Ersten Konsul Napoleon Bonaparte gab diesem die Möglichkeit, sich seiner politischen Gegner zu entledigen. Der am Anschlag völlig unbeteiligte, jedoch als Unruhestifter geltende Jean Antoine Rossignol wurde Anfang 1801 zuerst auf die Seychellen und dann auf Befehl Bonapartes auf die Komoreninsel Anjouan deportiert. Dort verstarb Rossignol am 28. April 1802.